# 廖仁斌
廖仁斌（1960年—），湖北仙桃人，汉族，中华人民共和国政治人物、第十二届全国人民代表大会湖南地区代表。
毕业于华中科技大学工商管理专业。加入中国共产党。担任中国电信湖南分公司总经理。2008年起担任全国人大代表。2013年，担任全国人大代表。